# 貞純王后
貞純王后 金氏（ていじゅんおうこう きんし、チョンスンワンフ キムシ、乾隆10年11月10日（1745年12月2日） - 嘉慶10年1月12日（1805年2月11日））は、李氏朝鮮の第21代国王英祖の2番目の王妃（継室）。慶州金氏。諡号は睿順聖哲荘僖恵徽翼烈明宣綏敬光献隆仁正顕昭粛靖憲貞純王后。

## 生涯
驪州にて鰲興府院君金漢耈と原豊府夫人の間に生まれた。
1757年、貞聖王后が没すると、英祖は後宮から新しい王妃を選ぶことをせず、1759年に揀択令を発し、仁元王后と同じ慶州金氏から、金漢耈の娘である貞純王后を王妃として迎えた。当時英祖は66歳、貞純王后は15歳であり、李朝歴代王の中で、最も年齢差の大きい婚姻であった。貞純王后は英祖の子である王世子荘献世子よりも歳が若かったが、一族と共に荘献世子の死に関与したことから荘献世子の遺児正祖との仲は悪かった。
揀択の際に英祖は王妃候補者にこの世で一番深いものは何かと問うと、王妃候補者の一人だった金氏は人心が一番深いと答え、英祖を感心させた逸話がある。英祖からの寵愛は深かったが、子女を儲けることはなかった。
1776年に夫の英祖が崩御すると王大妃となったが、兄の金亀柱が同年に病況悪化に陥った恵慶宮洪氏（正祖の母）の見舞いに来なかったを理由に、正祖により黒山島へ流刑された。その後、金亀柱は1786年に流刑先の羅州で病死したため、金氏と正祖の仲をさらに悪化させた。
1800年、純祖の即位直後より大王大妃として垂簾聴政を行い、取り止めるまでの3年間権力を振るった。この間に貞純王后は天主教信者を含む南人系の実学者達を弾圧し（辛酉邪獄）、丁若鏞、李家煥等を粛清した。1803年12月に垂簾聴政を取りやめ、1805年、昌徳宮景福殿にて死没した。享年61。英祖の陵である元陵に埋葬された。
彼女の死後は安東金氏による勢道政治が始まる事となった。

## 家族
- 父：鰲興府院君金漢耈（朝鮮語版）（キム・ハング、1723年 - 1769年）
- 母：原豊府夫人元氏（1722年 - 1769年）
- 兄：金亀柱（朝鮮語版）（キム・ギジュ、1740年 - 1786年）
- 弟：金麟柱（キム・インジュ、生没年不詳）
- 夫：英祖

## 登場作品

### テレビドラマ
- 『朝鮮王朝五百年 閑中録』 （1988年-1989年、MBC、日本未公開） 演：キム・ヨンソン
- 『王道』 （1991年、KBS） 演：キム・ジャオク（金慈玉）
- 『大王の道』  （1998年、MBC） 演：イ・イネ
- 『牧民心書 〜実学者チョン・ヤギョンの生涯〜』 （2000年、KBS） 演：キム・ヨンナン（金英蘭）
- 『洪国栄 ホン・グギョン』（2001年、MBC） 演：ヨム・ジユン
- 『漢城別曲』（2007年、KBS）、演：チョン・エリ
- 『イ・サン』 （2007年-2008年、MBC） 演：キム・ヨジン（日本語吹き替え版声優：高島雅羅）
- 『正祖暗殺ミステリー8日』 （2007年/CGV）、演：キム・ヒジョン
- 『風の絵師』 （2008年、SBS） 演：イム・ジウン
- 『ペク・ドンス』 （2011年、SBS） 演：クム・ダンビ（日本語吹き替え版声優：古川玲）
- 『秘密の扉』 （2014年、SBS） 演：ハ・スンリ
- 『赤い袖先』（2021年、MBC）演：チャン・ヒジン

### 映画
- 『王の涙-イ・サンの決断-（原題：逆鱗」） 』 （2014年） 、演：ハン・ジミン（日本語吹き替え版声優：花村さやか）
- 『王の運命　-歴史を変えた八日間-（原題：思悼）』（2015年）、演：ソ・イェジ

| 先代 貞聖王后 | 朝鮮王妃 在位：1759年 - 1776年     | 次代 孝懿王后 |
| 先代 宣懿王后 | 朝鮮大妃 在位：1776年 - 1800年     | 次代 孝懿王后 |
| 先代 仁元王后 | 朝鮮大王大妃 在位：1800年 - 1805年 | 次代 純元王后 |